# Ronde van de Apennijnen 2025 (vrouwen)
De eerste editie van de Ronde van de Apennijnen voor vrouwen vond plaats op 24 juni 2025. De 74 deelneemsters startten in Novi Ligure en finishten 92,5 kilometer later in Genua. De wedstrijd had de  UCI-categorie 1.2. De Italiaanse Matilde Vitillo won, voor haar landgenotes Irene Cagnazzo en Gaia Segato.

## Uitslag
| Plaats  | Naam                  | Ploeg                                 | Tijd     |
| ------- | --------------------- | ------------------------------------- | -------- |
| Winnaar | Matilde Vitillo       | Liv AlUla Jayco Cont.                 | 2u29'02" |
| 2       | Irene Cagnazzo        | BePink-Imatra-Bongioanni              | + 2"     |
| 3       | Gaia Segato           | BePink-Imatra-Bongioanni              | z.t.     |
| 4       | Elisa Valtulini       | BePink-Imatra-Bongioanni              | + 1'45"  |
| 5       | Rasa Leleivytė        | Aromitalia 3T Vaiano                  | + 1'54"  |
| 6       | Beatrice Rossato      | Isolmant-Premac-Vittoria              | z.t.     |
| 7       | Linda Laporta         | BePink-Imatra-Bongioanni              | z.t.     |
| 8       | Giulia Bisso          | Born to Win BTC City Ljubljana Zhiraf | z.t.     |
| 9       | Monica Castagna       | Top Girls Fassa Bortolo               | z.t.     |
| 10      | Silvia Milesi         | BePink-Imatra-Bongioanni              | + 1'57"  |
| 11      | Jule Märkl            | CANYON//SRAM zondacrypto Gen.         | + 2'26"  |
| 12      | Jette Aelken          | Torelli                               | z.t.     |
| 13      | Virginia Bortoli      | Top Girls Fassa Bortolo               | z.t.     |
| 14      | Elisa De Vallier      | Top Girls Fassa Bortolo               | z.t.     |
| 15      | Linda Ferrari         | BePink-Imatra-Bongioanni              | z.t.     |
| 16      | Awen Roberts          | CANYON//SRAM zondacrypto Gen.         | z.t.     |
| 17      | Noemi Eremita         | Born to Win BTC City Ljubljana Zhiraf | z.t.     |
| 18      | Isabella Bertold      | Farto-Kiroot                          | z.t.     |
| 19      | Federica Piergiovanni | Isolmant-Premac-Vittoria              | z.t.     |
| 20      | Sofia Arici           | Isolmant-Premac-Vittoria              | z.t.     |
|         |                       |                                       |          |
| 62      | Nienke Dullemond      | Torelli                               | + 9'00"  |

Mannen: 1934 · 1935 · 1936 · 1937 · 1938 · 1939 · 1940–1945 · 1946 · 1947 · 1948 · 1949 · 1950 · 1951 · 1952 · 1953 · 1954 · 1955 · 1956 · 1957 · 1958 · 1959 · 1960 · 1961 · 1962 · 1963 · 1964 · 1965 · 1966 · 1967 · 1968 · 1969 · 1970 · 1971 · 1972 · 1973 · 1974 · 1975 · 1976 · 1977 · 1978 · 1979 · 1980 · 1981 · 1982 · 1983 · 1984 · 1985 · 1986 · 1987 · 1988 · 1989 · 1990 · 1991 · 1992 · 1993 · 1994 · 1995 · 1996 · 1997 · 1998 · 1999 · 2000 · 2001 · 2002 · 2003 · 2004 · 2005 · 2006 · 2007 · 2008 · 2009 · 2010 · 2011 · 2012 · 2013 · 2014 · 2015 · 2016 · 2017 · 2018 · 2019 · 2020 · 2021 · 2022 · 2023 · 2024 · 2025
Vrouwen: 2025